# Bahía de Fundy
La bahía de Fundy (del inglés: Bay of Fundy]); en francés: Baie de Fundy es un brazo de mar situado en la costa atlántica de Canadá, en el extremo norte del golfo de Maine, entre la parte continental y la gran península de Nueva Escocia. Administrativamente sus riberas pertenecen a las provincias canadienses de Nuevo Brunswick y Nueva Escocia. Tiene 270 km de longitud y una anchura media de 80 km.

## Origen del nombre

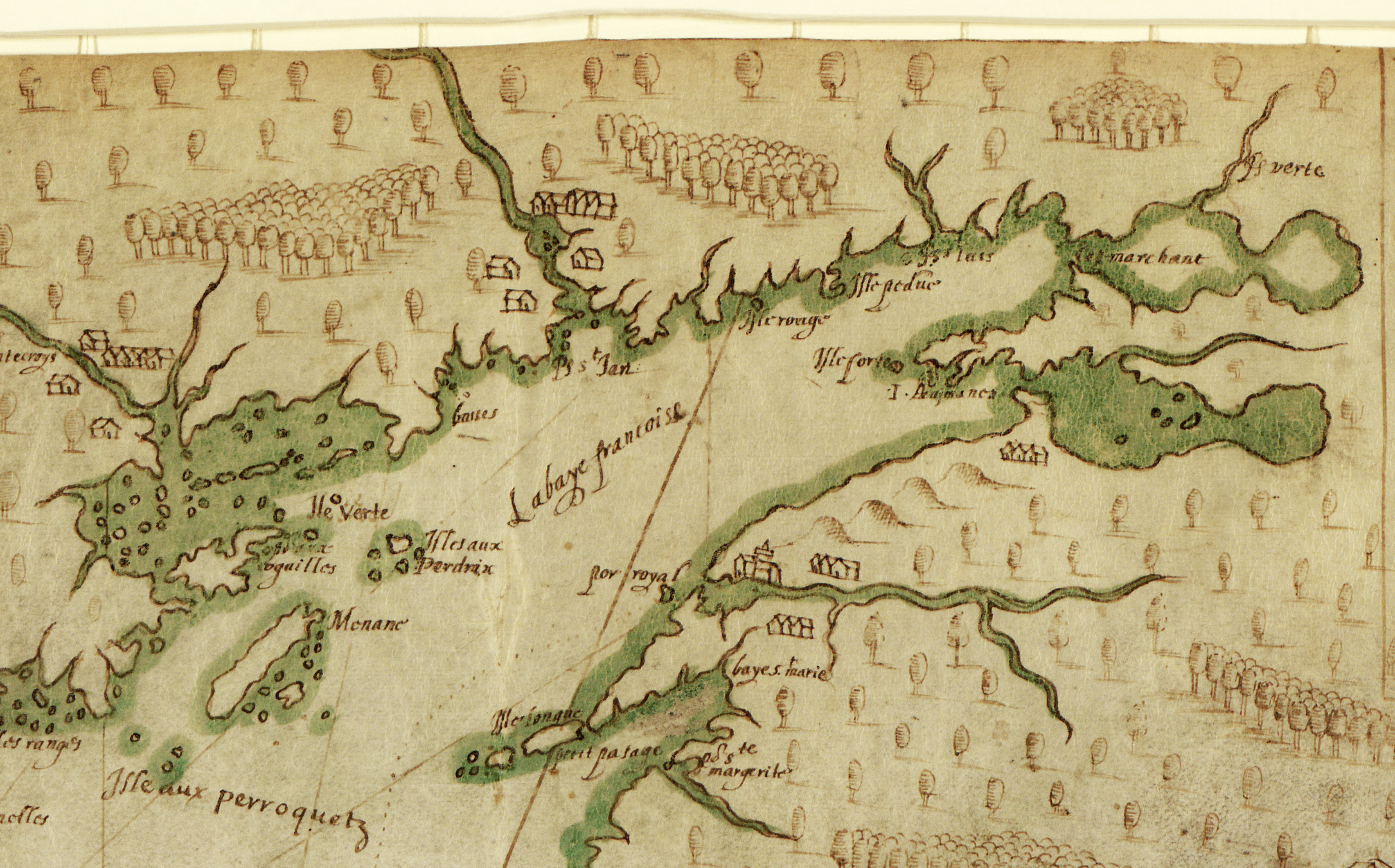
La bahía de Fundy, detalle de un mapa sobre vitela estilo portulano, dibujado por Samuel de Champlain, fundador de Nueva Francia.

El nombre «Fundy» data del siglo XVI, cuando los portugueses la denominaban bahía «Rio Fondo» (río profundo). Este nombre podría venir también, más probablemente, de una mala traducción (Fundy Bay) de la expresión francesa «fond de la Baie...», porque esta bahía fue también llamada Baie française por el explorador y cartógrafo Samuel de Champlain durante la expedición de 1604, dirigida por Pierre Dugua de Mons, y a finales del siglo XVII la colonia francesa se extendía al «fond de la Baie française», hasta «la Grand Prée» (sic), devenido en Grand-Pré, cerca del actual Truro (Nueva Escocia).

## Delimitación de la IHO
La máxima autoridad internacional en materia de delimitación de mares, la Organización Hidrográfica Internacional («International Hydrographic Organization, IHO), considera la bahía de Fundy como un mar. En su publicación de referencia mundial, «Limits of oceans and seas» (Límites de océanos y mares, 3.ª edición de 1953), le asigna el número de identificación 25 y lo define de la forma siguiente:

En el suroeste.
Una línea que va hacia el nordeste desde el cabo de Santa María (44º05'N), Nueva Escocia, a través de la isla Machias Seal (67°06'O) y la cabeza de Little River (44°39'N), en el estado de Maine.
Limits of oceans and seas.

## Geografía
La bahía de Fundy tiene la forma de un embudo de 80 km de anchura en la entrada y termina en dos prolongamientos estrechos: la bahía de Chignecto y la ensenada de Minas (nombre que proviene del francés bassin des Mines que le habían puesto los acadianos). Estas últimas se subdividen en:
- bahía de Chignecto: ensenada de Cumberland y bahía de Shepody.
- ensenada de Minas: termina en la bahía de Cobequid.

La parte oeste tiene cuatro sub-bahías importantes, que son:
- costa de Nuevo Brunswick:
  - bahía de Passamaquoddy;
  - bahía Back;
- costa de Nueva Escocia:
  - ensenada de Annapolis;
- costa del estado norteamericano de Maine:
  - bahía de Cobscook.

La bahía de Fundy es relativamente poco profunda, pero su fondo irregular, en general de unos 50 m de profundidad, tiene algunos canales de 150 m de profundidad. Se encuentran bajíos, arrecifes e islotes, particularmente su embocadura. La bahía es el resultado de un hundimiento de la corteza terrestre en el momento de la abertura del océano Atlántico, hace más de 160 millones de años; más tarde, las glaciaciones y la erosión modificaron su forma. La orilla es rocosa y poco elevada en general, pero con algunos escarpes de 200 m de altura. Pantanos salados y batientes de hasta cinco kilómetros de anchura son comunes en el fondo de la bahía donde los lodos de arcilla roja son muy productivos biológicamente.

### Islas
De las islas e islotes que se encuentran en la bahía de Fundy, la más grande es la isla de Grand Manan, en la frontera entre Nuevo Brunswick y Maine. También son importantes la isla Campobello —en la que Franklin Delano Roosevelt tenía una residencia de verano—, la isla Moose y la isla Deer en la bahía de Passamaquoddy en la costa norte. En el sur, se encuentran la isla Brier y Long Island. En el fondo de la bahía, en la bahía de Chignecto, la isla Haute y, en la ensenada de Minas, las muy pintorescas Cinco Islas. En Hopewell, en la bahía de Chignecto, están los peñascos de Hopewell con marea baja que se convierten en islotes con marea alta. Es un lugar muy apreciado por los turistas y desde donde se puede ver muy bien la variación de las aguas.

### Afluentes
La bahía recibe las aguas de numerosos ríos, siendo el más importante el Saint John. Los ríos que desembocan en la bahía son:
- procedentes de Nuevo Brunswick:

- río Magaguadavic (130 km), río Memramcook, río Petitcodiac (129 km), río Saint John (673 km), río Sainte-Croix (102 km), río Shepody y río Tantramar;

- procedentes de Nueva Escocia:

- río Annapolis (120 km), río Avon (64 km), río Cornwallis (48 km), río Farrell, río Salmon y río Shubenacadie (72 km).

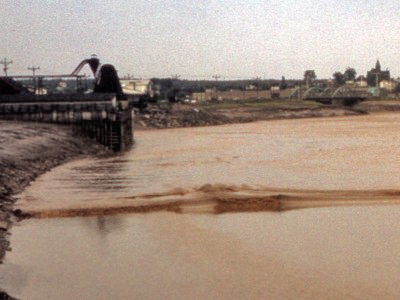
Macareo sobre el río Petitcoudiac en Moncton.

Las fuertes mareas de la bahía de Fundy causan un fenómeno interesante en la mayoría de estos ríos: una inversión del flujo de las aguas entre las mareas bajas y altas. Con marea baja las aguas dulces de los ríos desembocan en la bahía mientras que con marea alta, las aguas saladas de la bahía invaden el interior de las tierras. Este fenómeno es particularmente espectacular en el centro de la ciudad de Saint John donde las caídas a la desembocadura del río son colmadas por el flujo que llega de la bahía. Esto permite la navegación por la parte superior este obstáculo con marea alta.
Esta caída de los flujos y una pendiente bastante débil generan zonas anchas y cenagosas en toda la zona intermarea sobre los ríos del este de la bahía. Esto resulta muy favorable para una gran diversidad biológica, pero los hace a menudo impracticables para la navegación. Otro fenómeno relacionado con estas dos condiciones es el caso de macareos sobre algunos de estos ríos. Se trata de una ola que rompe hacia el interior de las tierras delante de la marea alta. Esto es causado por el agua que viene de la bahía y que debe meterse en un río estrecho y poco profundo.
Hay también macareos en el río Shubenacadie en Truro (Nueva Escocia), en el río Salmon cerca de la misma ciudad, así como en los ríos Petitcodiac en Moncton y Avon cerca de Windsor. Este fenómeno atrae a muchos visitantes y se puede hacer ráfting sobre las olas a partir del pueblo de Maitland. Sin embargo, la construcción de puentes-escolleras en los años 1960-1970 afectó considerablemente el macareo en los dos últimos lugares acelerando la acumulación de arena.

### Mareas

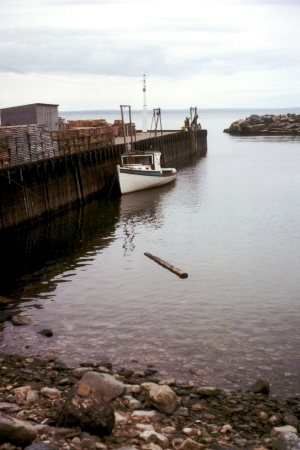
La bahía de Fundy con marea alta.

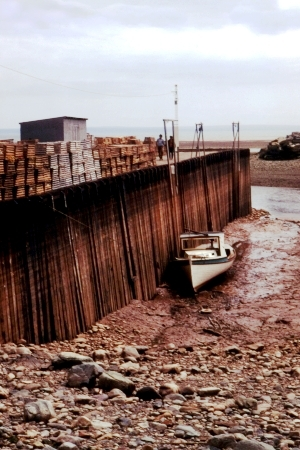
El mismo lugar con marea baja.

La bahía de Fundy es mundialmente conocida por sus grandes mareas (de hasta 21 metros), según algunas fuentes las más altas del mundo. Una leyenda micmac dice que las mareas de la bahía de Fundy están causadas por una ballena gigante que agita el agua. Los oceanógrafos explican más científicamente que el período que toma el oleaje para ir de un extremo a otro de la bahía y el tiempo entre dos mareas altas (12,4 horas) es similar. Estos dos fenómenos entran pues en resonancia y amplían la diferencia entre la marea alta y la marea baja. Además, como la bahía se estrecha gradualmente entre su entrada y las estrechas bahías de Chignecto y de Minas, el volumen de agua se ve pues forzado a cambiar de configuración aumentando su altura para compensar la disminución de la anchura.
La ensenada de Minas es famosa por tener las mareas más altas del mundo, pero algunos sostienen que es la cuenca del rivière aux Feuilles (río de las Hojas) en la bahía de Ungava del Nord-du-Québec la que recibe este récord. El Servicio Hidrográfico de Canadá concluyó finalmente que las dos eran estadísticamente iguales. En efecto, la media es de 16,8 m en Burntcoat Head, Nueva Escocia y de 17 m en la ensenada de Leaf. El récord de la marea más grande es de 21,6 m, del 4 al 5 de octubre de 1869, en el momento del paso de un ciclón tropical, llamado Saxby Gale, al noroeste de la bahía de Fundy. Los vientos y una marea excepcional se habían combinado. Sin embargo, como la ensenada de Leaf está en una región alejada, las estadísticas allí son recientes y poco proporcionadas.
Estas mareas y las fuertes corrientes en la bahía generan en ciertos lugares menos profundos los ascensos del agua de las profundidades. Toda esta mezcla permite a la bahía permanecer libre de hielo a lo largo del año, aunque la temperatura del agua nunca suba a más de 10 °C en verano y que en invierno la nieve cae en gran cantidad.

#### Central eléctrica mareomotriz
Varios proyectos de centrales eléctricas alimentadas por energía mareomotriz han sido propuestos en el curso de las últimas décadas. Se construiría una presa a través de una de las ensenadas de la bahía, dejando pasar el flujo y que retendría el reflujo para desviarlo hacia unas turbinas. Ya existe una central en Annapolis Royal (Nueva Escocia) en la desembocadura del río Annapolis. Produce 18 megavatios de potencia y sirve como proyecto piloto para observar los impactos medioambientales, entre los que esta la erosión de las orillas, el enarenamiento del río, la retención de metales pesados y de plaguicidas por la presa, el bloqueo impuesto a la fauna (como las ballenas) y los efectos sobre la flora que crece en la zona intermareal.
Hasta ahora, la construcción de centrales más grandes que exigirían cerrar anchas bahías no llegó a buen término a causa de los problemas encontrados en Annapolis Royal, así como por los efectos descubiertos sobre el aumento probable de las mareas (0,2 - 1 m) debido a esta restricción de flujos, lo que podría causar inundaciones hasta sobre la costa de Maine.
Otros proyectos pretenden instalar aquanators, una suerte de hélices marinas, versión acuática de los aerogeneradores. Se trata de un tubo sumergido en el cual se encuentran secciones de turbinas que son movidas por la corriente. Estos tubos de generadores estarían colocados en lugares donde el flujo es acelerado por un estrechamiento y no perjudicarían a la circulación general.

## Fauna y flora
En la bahía se encuentran más de 800 especies de invertebrados, una gran variedad de peces entre los que están el bacalao común, el arenque, la solla, la merluza roja, la merluza plateada, el carbonero, el cabracho, la caballa, el eglefino, el fletán, rayas y tiburones. La productividad de la región es excepcionalmente elevada, particularmente a la entrada de la bahía. Alberga pues un abundante ecosistema marino, el kril, presente en gran cantidad en estas aguas frías, también atrae ballenas de especies diversas y otros cetáceos. De junio a octubre, se producen concentraciones importantes de marsopas comunes, rorcuales comunes, rorcuales enanos, ballenas jorobadas y de rorcuales boreales aparecen en la bahía. La bahía externa es utilizada como área de desarrollo por la ballena franca glacial, una especie en vías de desaparición; se pueden ver allí la mayoría de las veces parejas madre-ballenato e inmaduras. Las focas comunes residen en la región y se ven por todas partes.
La región es de gran importancia como escala migratoria para millones de aves, pero también como área de descanso y de invernada para varias especies: gaviotas, charranes, cormoranes, alcas, araos de alas blancas, araos comunes y de patos de mar. Se encuentran también más de 34 especies de aves ribereñas en otoño; las concentraciones más grandes (que pueden alcanzar 1,5 millones de individuos) se encuentran en los rompientes rocosos del fondo de la bahía. La región reviste una importancia particular para el correlimos menor, ya que entre el 42 y el 74 por ciento de la población mundial hace escala aquí cada año. La bahía forma parte de la red hemisférica de reservas para aves playeras como sitio de categoría hemisférico.

## Puertos y navegación
El puerto de Saint John (Nuevo Brunswick)) es uno de los de más tráfico en América del Norte, especializado en las principales industrias de Nuevo Brunswick: madera y pulpa de celulosa. También se encuentran allí la refinería de petróleo más grande de Canadá, la Irving Oil. Por otra parte la familia Irving, la más influyente de la provincia y una de las más ricas en el país, tiene allí su cuartel general.
Otros puertos de importancia son:
- Hantsport (Nueva Escocia), sobre el río Avon, gracias a su fábrica de pasta y papel y la exportación de yeso a granel.
- Bayside (Nuevo Brunswick)
- Eastport (Maine)

Hay varios servicios de transbordadores, de los que uno atraviesa la bahía desde Saint John hacia Digby (Nueva Escocia) (operado por Bay Ferries Limited) y varios entre el continente y las islas:
- Isla Grand Manan hacia Blacks Harbour y hacia White Head Island (Nuevo Brunswick) (por Coastal Transport Limited)
- Isla Deer hacia Letete (por el departamento de transportes de Nuevo Brunswick)
- Isla Campobello hacia la isla Deer y Eastport (Maine) hacia la isla Deer (por East Coast Ferries Limited)
- Westport (Nueva Escocia) (isla Brier) hacia Freeport (Nueva Escocia) (isla de Long Island) y Tiverton (Nueva Escocia) (Long Island) hacia East Ferry (Nueva Escocia) (por el departamento de transportes y obras públicas de Nueva Escocia)

Todo este tráfico marítimo de transbordadores, buques de carga y flotillas de pesca en varios pequeños puertos hacen de la bahía un lugar muy frecuentado. Las colisiones con las ballenas, particularmente las ballenas negras (o ballenas francas) están en aumento. En 2003, la Guardia costera canadiense redefinió las vías marítimas en la bahía de Fundy tratando de evitar las zonas donde se encuentran estos mamíferos que están en la lista de especies amenazadas.